# Кардамон справжній
Кардамон справжній або Елетарія кардамон (Elettaria cardamomum (L.) Maton) — рослина з роду елетарія (Elettaria) родини імбирних.

## Загальна біоморфологічна характеристика

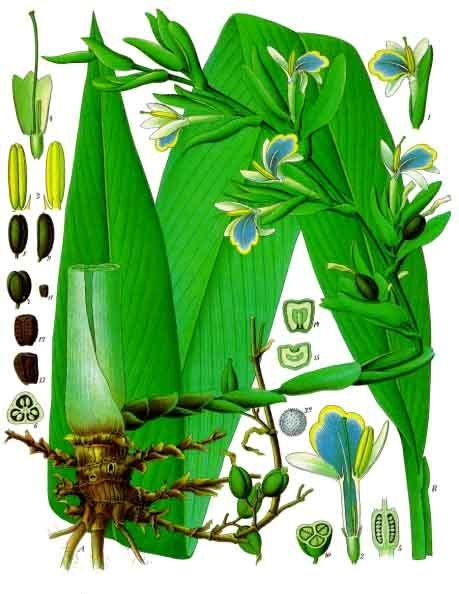
Ілюстрація Elettaria cardamomum у виданні Франца Ойгена Келера (Franz Eugen Köhler) «Köhler's Medizinal-Pflanzen» («Лікарські рослини Келера»), 1887

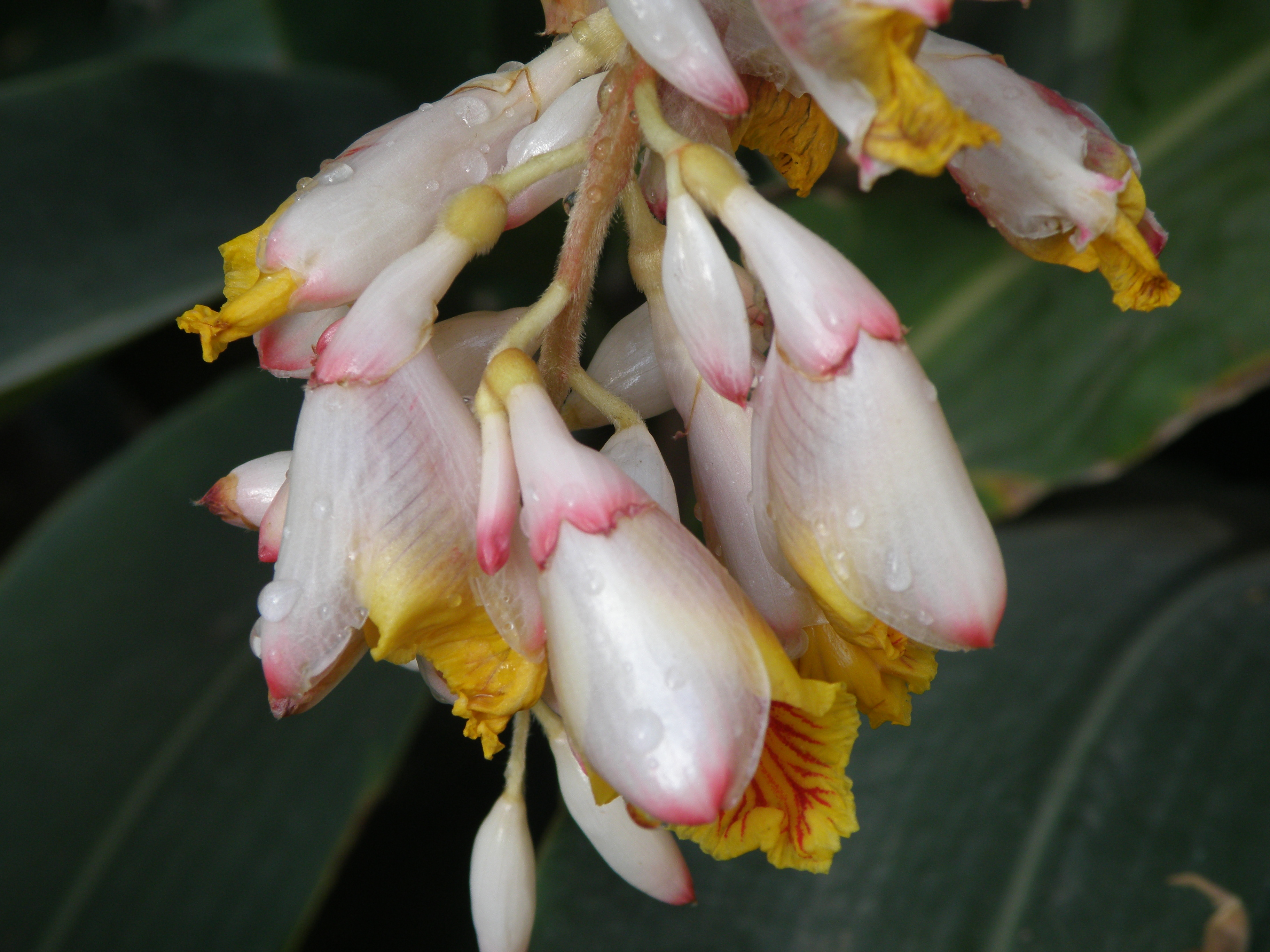
Квітки кардамону справжнього

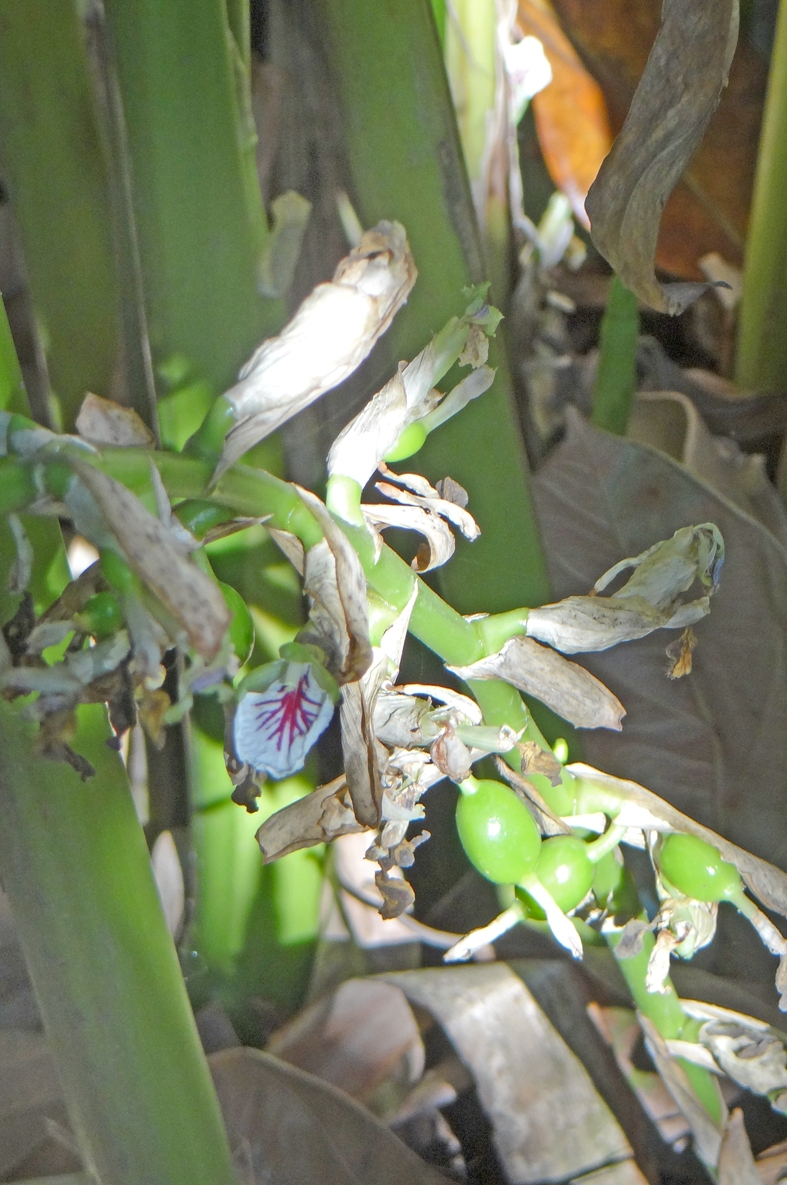
Зелені плоди

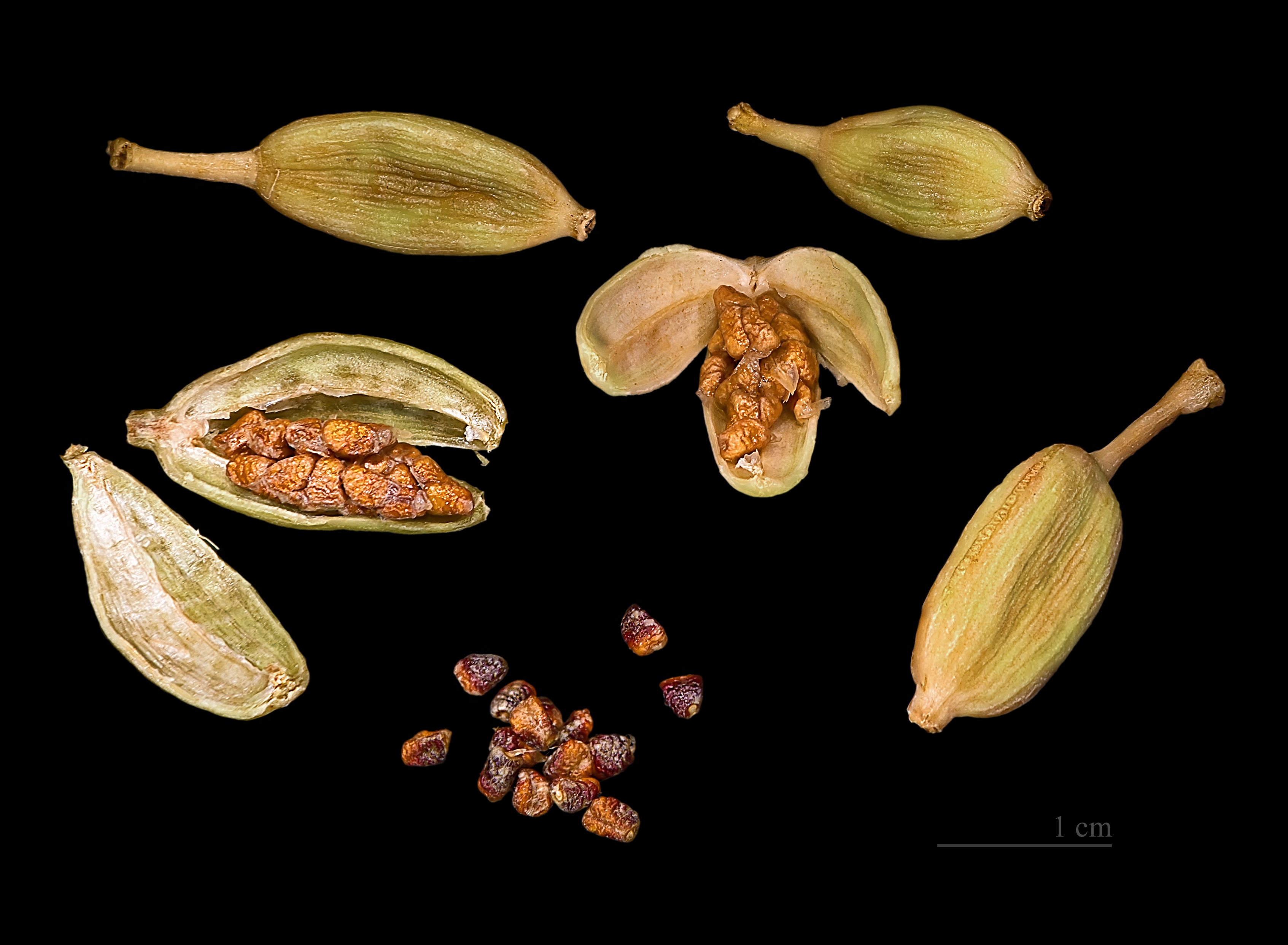
Коробочки кардамону з насінням

Багаторічна трав'яниста рослина з великим кореневищем, що утворює декілька трав'янистих стебел заввишки 2-3 м. Листки короткочерешкові, ланцетоподібної форми, до 70 см завдовжки і 8 см завширшки. Квітконоси заввишки до 60 см, у нижній частині покриті лускатими листочками. Квітки білого або блідо-зеленого кольору, зигоморфні, зібрані в китиці, розміщуються в пазухах приквітків. Чашечка 3-зубчаста, віночок з 3 пелюсток. Тичинок 3, з них тільки одна фертильна. Дві інші розростаються подібно пелюсткам віночка і приростають до маленької губи. Плід — 3-гніздова коробочка, що розтріскується, жовтуватого або бурого забарвлення, 1-2 см завдовжки і 0,8 см завширшки. Насіння неправильно-незграбної форми, червонувато-сірого або червонувато-бурого забарвлення. В одній коробочці міститься до 20 насінин.

## Поширення
Батьківщиною кардамону справжнього є Індія і Шрі-Ланка, та, можливо, Південно-Східна Азія (уздовж східного узбережжя Сіамської затоки — Кардамонові гори). Широко культивується в тропічних областях. Його головними виробниками та експортерами є Гватемала, Індія, Індонезія, Таїланд, Шрі-Ланка, Камбоджа, Сальвадор, Тайвань. Експорт цієї пряності в кінці 1980-х років з Гватемали склав 11 600 т, Індії — 2 481 т, Індонезії — 1 249 т, Шрі-Ланки — 232 т.

## Екологія
Це тропічна рослина теплого і вологого клімату. Найсприятливіші умови зволоження для нього створюються при річній сумі опадів 2 500-3 000 мм і рівномірному їх випаданні. В Індії його успішно культивують в районах, розташованих на висоті від 600 до 1 500 м над рівнем моря. Надає перевагу кислим, добре зволоженим суглинним ґрунтам.

## Використання
Насіння кардамону справжнього, відоме як прянощі під назвою «кардамон». Містить 4-8 % ефірної олії. Широко застосовуються не тільки в кулінарії, а й для медичних та парфумерних цілей. У країнах Азії кардамон використовують для приготування жувальних засобів, часто з додаванням листя бетелю, а також для ароматизації кави.

## Вирощування
Розмножують кардамон справжній кореневищами і насінням. На 1 га висаджують 10 тис. рослин або більше. Догляд за насадженнями полягає в боротьбі з бур'янами і розпушуванні ґрунту. Підгодовують повним мінеральним добривом. Іноді кардамон вирощують в міжряддях молодих кавових плантацій або насаджень горіха як ущільнювальну культуру.
Плодоношення рослин починається на 2-4-й рік після посадки. Врожайність сирих плодів — 1,1-2,5 т / га, вихід сухих коробочок — 20-25 %. Товарною частиною є насіння, на частку яких припадає близько половини маси врожаю.
Коробочки з насінням відокремлюють від рослин вручну, потім сушать і відбілюють на сонці. Висушені таким способом плоди набувають світло-жовтого забарвлення, що знижує їхні товарні якості на ринках країн Близького Сходу. Значно більшим попитом в країнах цього регіону користуються коробочки кардамону зеленого забарвлення. Його плоди набувають в результаті їх висушування при змінній температурі (54-43 °С) протягом 35 годин в спеціально обладнаних сушильних приміщеннях.
Розрізняють два сорти цих прянощів: малабарський кардамон (з невеликими плодами та насінням) і місорський (більші плоди та насіння).